# Maršov u Úpice
Maršov u Úpice là một làng thuộc huyện Trutnov, vùng Královéhradecký, Cộng hòa Séc.